# Ligue Antilles 2008-2009
La sixième édition de la Ligue Antilles de football réunit une nouvelle fois les 4 meilleures équipes guadeloupéennes et les 4 meilleurs clubs martiniquais.
Le tenant du titre est le Club Franciscain qui est le club le plus titré de la compétition avec 4 succès en 6 ans d'existence.
Cette édition a été remportée le 20 juin 2009 par la Samaritaine (le premier de son histoire), et elle devient le 3e club martiniquais à devenir Champion des Antilles de football.

## Nouveau Format
Pour cette nouvelle édition, le format de la compétition change à nouveau. En effet, les 4 clubs de chaque île s'affrontent dans une mini-competition locale (Demi-finales et Finale) où le vainqueur de chaque zone s'affrontera dans la grande finale de la Ligue Antilles.

## Participants
Pour la Zone Guadeloupe: Evolucas de Petit-Bourg, Amical Club de Marie-Galante, C.S Moulien et Étoile de Morne-à-l'eau
Pour la Zone Martinique: Club Franciscain, Racing Club de Rivière Pilote, Samaritaine, Reveil Sportif

## Résultats

### Zone Guadeloupe
Demi-finales :
| 22 avril 2009 | Evolucas | 1 - 0 | Amical Club | Stade Fiesque-Duchesne, Baie-Mahault |  |
|               |          |       |             |                                      |  |

| 22 avril 2009 | Etoile | 0 - 3 a.p. | CS Moulien | Stade Roger-Zami, Le Gosier |  |
|               |        |            |            |                             |  |

Finale :
| 13 mai 2009 | Evolucas | 0 - 1 a.p. | CS Moulien | Stade Fiesque-Duchesne, Baie-Mahault |  |
|             |          |            |            |                                      |  |

### Zone Martinique
Demi-finales :
| 7 avril 2009 | RC Rivière Pilote | 3 - 1 | Reveil Sportif | Stade Pierre-Aliker, Fort-de-France |  |
|              |                   |       |                |                                     |  |

| 8 avril 2009 | Samaritaine     | 0 - 0 a.p. | Club Franciscain | Stade Georges-Gratiant, Le Lamentin |  |
|              |                 |            |                  |                                     |  |
|              | Tirs au but 4-2 |            |                  |                                     |  |

Finale :
| 27 mai 2009 | RC Rivière Pilote | 1 - 1 a.p. | Samaritaine | Stade Pierre-Aliker, Fort-de-France |  |
|             |                   |            |             |                                     |  |
|             | Tirs au but 4-5   |            |             |                                     |  |

## Finale
| 20 juin 2009 | CS Moulien        | 2 - 2 a. p. | Samaritaine | Stade Roger-Zami, Le Gosier |
|              |                   |             |             | Arbitrage : Martin Charles  |
|              | Tirs au but 6 - 7 |             |             |                             |

La Samaritaine remporte pour la 1re fois de son histoire la Ligue Antilles de football.